# Agnieszka Jaroszewicz
Agnieszka Jaroszewicz (Wałbrzych, 19 agosto 1971) è un'ex cestista polacca.

## Carriera
Con la Polonia ha disputato i Campionati mondiali del 1994 e i Campionati europei del 1999.